# ماوريتسيو جانز
ماوريتسيو جانز  (بالإيطالية: Maurizio Ganz)‏ لاعب كرة قدم إيطالي سابق. ولد في 13 تشرين الأول عالم 1968. لعب في عدة أندية أهمها إي سي ميلان، إنتر ميلان وبارما.

## البداية
ابتدأ جانز حياته الكروية في نادي سامبدوريا الإيطالي في عام 1985 حيث كان يبلغ من العمر 17 عاما. استقر في سامبدوريا لمدة 3 سنوات حتى عام 1988, حيث شارك في 13 مباراة لم يسجل فيها أي هدف ومن ثم انتقل إلى نادي مونزا فسجل 9 أهداف في 33 مباراة. تبع ذلك انتقاله إلى بارما الإيطالي وساعده على الارتقاء إلى الدرجة الأولى في موسم 1989 - 1990. ومن ثم إلى بريشيا فسجل 19 هدفا تصدر بهم قائمة هدافي الدرجة الثانية في موسم 1991 -1992.

## جانز بين قطبي ميلانو
جانز هو أحد اللاعبين الذين لعبوا لقطبي مدينة ميلانو، إي سي ميلان وإنتر ميلان. انتقل إلى إنتر ميلان قادما من نادي أتلانتا في عام 1995. خاض مع الإنتر 68 مباراة سجل فيهم 36 هدفا منهم 10 أهداف في البطولات الأوروبية فتصدر قائمة هدافي كأس الاتحاد الأوروبي لموسم 1996 - 1997. حصل خلال لعبه مع الإنتر على لقب فريد من نوعه (اللاعب الذي وجب مراقبته دائما)
في كانون الأول 1997 انتقل إلى ميلان في موسم الانتقالات الشتوية. في أولى مبارياته سجل أحد أهداف ميلان الخمسة في مرمى الإنتر في ربع نهائي كأس إيطاليا. في الموسم اللاحق حصل مع ميلان على لقب بطولة الدوري الإيطالي 1998-1999. سجل 4 أهداف في ذلك الموسم، كلها كانت حاسمة. على الرغم من قلة أهدافه مع الميلان إنه كان مصدر إزعاج دائم للمدافعي فريق الخصم فاتحا طريق المرمى لزملائه.
في كانون الأولى 1999, انتقل من ميلان إلى نادي فينيسيا رغبة منه في الحصول على أوقات أكثر للعب بعد تقلص دوره في ميلان إثر استقدام الأخير الأوكراني شيفشينكو.
استدعي مرتين للعب في المنتخب الإيطالي من قبل السيد أريجو ساكي في عام 1993 ولكنه لم يلعب أي دقيقة.

## نهاية مشواره الكروي
تنقل في عدة أندية بعد انتقاله من ميلان. فلعب مع فينيسيا وسجل 8 أهداف ومن ثم مع أتلانتا وسجل 5 أهداف. انتقل بعدها إلى نادي فيورنتينا مسجلا هدفين ومنه إلى أندية عدة منها نادي لوجانو السويسري قبل أن يعود إلى إيطاليا في سن 38 عاما منهيا مشواره مع نادي فيرتشيلي مسجلا 10 أهداف.
يخوض جانز تجربة تدريبية مع فرق الصغار بنادي ميلان. وهو ضيف دائم على القنوات التلفزة الرياضية لأغراض التحليل على مباريات الدورى الإيطالي. يلعب إبنه سيموني اندريا مع فريق شباب ميلان مسجلا 25 هدفا لحد الآن.

## روابط خارجية
- ماوريتسيو جانز على موقع الاتحاد الدولي (مؤرشف)  (الإنجليزية)
- ماوريتسيو جانز على موقع قاعدة بيانات كرة القدم.إي يو (الإنجليزية)
- ماوريتسيو جانز على موقع عالم كرة القدم.نت (الإنجليزية)